# Westerwijk (Amsterdam)
Westerwijk of Wester-wijk is een gebouw in Amsterdam met woningen, kantoorruimte en twee zalen. Het gebouw werd na een aanbesteding in juni 1925 in 1925/1926 gebouwd aan de Admiraal de Ruyterweg naar ontwerp van F.B. Jantzen in de bouwstijl van de Amsterdamse School. De bouwprijs bedroeg destijds net geen 80.000 gulden.
Dit is een van de eerste gebouwen ontworpen door de architect Ferdinand B. Jantzen (1895-1987), die zich ook in dit gebouw vestigde (op nr 152). In 2013 kreeg het de status van gemeentelijk monument.
De opdrachtgever was de Nederlands Hervormde Petruskerk in Sloterdijk.
In de woningen op de bovenverdiepingen van het pand huist een christelijke woongroep die tevens Westerwijk heet. De kantoorruimte op de begane grond van het gebouw wordt onder meer gebruikt door de predikant van de nabijgelegen Jeruzalemkerk en het Leger des Heils. 
De twee zalen worden gebruikt door de leefgemeenschap en tevens verhuurd aan derden, waaronder de Voedselbank. 